# Дзьо (зброя)
Дзьо (яп. 杖, じょう, «палиця») — пряма, гладка дерев'яна жердина, що використовується в японських бойових мистецтвах. Середня довжина 128 см, а діаметр варіюється від 24 до 30 мм. Розміри залежать від школи, та особистих уподобань. Довший варіант жердини має назву бо (яп. 棒: ぼう).
Військове мистецтво володіння дзьо має назву дзьодзюцу(яп. 杖術) або дзьодо.
Використовується також в техніці айкідзьо мистецтва айкідо.
До сьогодні застосовується деякими підрозділами японської поліції.

## Технічний арсенал
За допомогою дзьо можна завдавати тичкових ударів, рублячих ударів, а також блокувати атаки, як озброєного, так і не озброєного супротивника. При завданні рублячих ударів жердину часто тримають подібно мечу.

## Історія
Дзьо використовувалось як зброя з давніх часів. Деякі «старі школи» (яп. корю) японських
військових мистецтв застосовували жердину як меч, вважаючи, що її довжина дає перевагу.
Крім того її легко можна було виготовити з підручних матеріалів, наприклад з гілок дерева,
жердин огорожі, чи навіть дверного засуву.
Легенда проголошує, що перша школа дзьодзюцу була заснована Мусо Гоносуке Катсуйосі
(яп. 夢想 權之助 勝吉) в 17 столітті. Поштовхом для розробки її технік стала поразка
Гоносуке в двобої з відомим майстром меча Мусасі Міямото, що відбувся в період між 1608 і 1611 роками.
Ця школа, відома як Сінто Мусо-рю, стала першою професійною школою застосування жердини проти фехтувальника.